# Locketidium
Locketidium Jocqué, 1981 è un genere di ragni appartenente alla famiglia Linyphiidae.

## Etimologia
Il genere è stato denominato in onore dell'aracnologo britannico George Hazelwood Locket (1900-1991).

## Distribuzione
Le tre specie oggi note di questo genere sono state rinvenute in Africa centrale: Kenya, Tanzania e Malawi.

## Tassonomia
Dal 1990 non sono stati esaminati esemplari di questo genere.
A dicembre 2012, si compone di tre specie:
- Locketidium bosmansi Jocqué, 1981[3] — Malawi
- Locketidium couloni Jocqué, 1981 — Kenya
- Locketidium stuarti Scharff, 1990 — Tanzania